# Cryptogonodesmus peruvianus
Cryptogonodesmus peruvianus är en mångfotingart som beskrevs av Kraus 1954. Cryptogonodesmus peruvianus ingår i släktet Cryptogonodesmus och familjen Fuhrmannodesmidae. Inga underarter finns listade i Catalogue of Life.